# Side (Manavgat)
Side ist ein Urlaubsort an der Türkischen Riviera bei Manavgat in der türkischen Provinz Antalya. Es liegt zwischen Antalya und Alanya. Seit einer Gebietsreform ist Side keine eigenständige Gemeinde (Belediye) mehr, sondern ein Ortsteil (Mahalle) von Manavgat. Mit Badeorten wie Side, Evrenseki, Kumköy, Colakli, Sorgun, Kızılağaç und Kizilot gehört Manavgat zu den wichtigsten Touristenregionen der Türkei. Side umfasst den modernen Ferienort und – auf einer Halbinsel gelegen – die Ruinen der antiken Stadt.

## Side in der Gegenwart
Das touristische Zentrum bildet das alte Dorf Selimiye, das die Südspitze der Halbinsel einnimmt, mit vielen Bars und Restaurants, Souvenirgeschäften und dem Hafen. Teilweise ist die antike Stadt  unter dem heutigen Selimiye gelegen. Das touristisch geprägte Leben findet daher inmitten ansehnlicher Ruinen statt, denn von der antiken Hafenstadt sind viele Bauwerke in Teilen erhalten geblieben.
Der heutige Ort wurde erst um 1900 von einer Gruppe muslimischer Auswanderer aus Kreta besiedelt. In den 1970er Jahren entdeckte der Massentourismus das Fischerdorf. Als Badeort erlebt Side seitdem wie viele Orte an der Türkischen Riviera einen andauernden touristischen Aufschwung. Ein beliebtes Foto-Motiv ist der Apollo-Tempel am Hafen, von dem fünf Säulen wieder aufgerichtet wurden. Beiderseits der Halbinsel liegen ausgedehnte Sandstrände, teilweise mit dahinter liegenden Hotelanlagen. Das flach abfallende Meer eignet sich hervorragend für Schnorchler. Eine besondere Attraktion ist das Beobachten von Meeresschildkröten in der Nähe des Strandes westlich von Side.

## Side in der Antike
Side war in der Antike eine bedeutende Hafenstadt in der Region Pamphylien. Die antike Stadt liegt auf einer flachen Halbinsel mit einer Hafenanlage an der Spitze. Die wissenschaftliche Untersuchung der Ruinenstätte begann um 1900 und dauert bis heute an. Die antike Überlieferung geht davon aus, dass Side etwa im 7. Jahrhundert v. Chr. vom äolischen Kyme aus neu gegründet wurde. Die Stadt wurde für einige Zeit sehr bedeutend und prägte eigene Münzen, die häufig einen Granatapfel (anatolisch = side) als Beizeichen trugen. Im 2. und 1. Jahrhundert v. Chr. galt Side als ein Schwerpunkt des Piratenunwesens. Die bedeutendsten Ruinen stammen aus der römischen Epoche, dem 2. und 3. Jahrhundert. Weitere bedeutende Bauten entstanden, als Side im 5. oder 6. Jahrhundert Bischofssitz wurde. Die Stadt wurde vermutlich im 10. Jahrhundert verlassen. Ein Erdbeben im 12. Jahrhundert zerstörte viele der noch verbliebenen Bauwerke endgültig. Side wurde über ein Aquädukt mit Trinkwasser aus der 25 Kilometer entfernten Quelle des Flusses Manavgat versorgt. Reste der Aquäduktbrücken sind flussaufwärts von Manavgat in Flussnähe zu sehen. Nach dem antiken Side wurden sowohl die heutige Siedlung benannt als auch die Sidetische Sprache, die auf Münzen und Inschriften aus der antiken Stadt verwendet wurde.

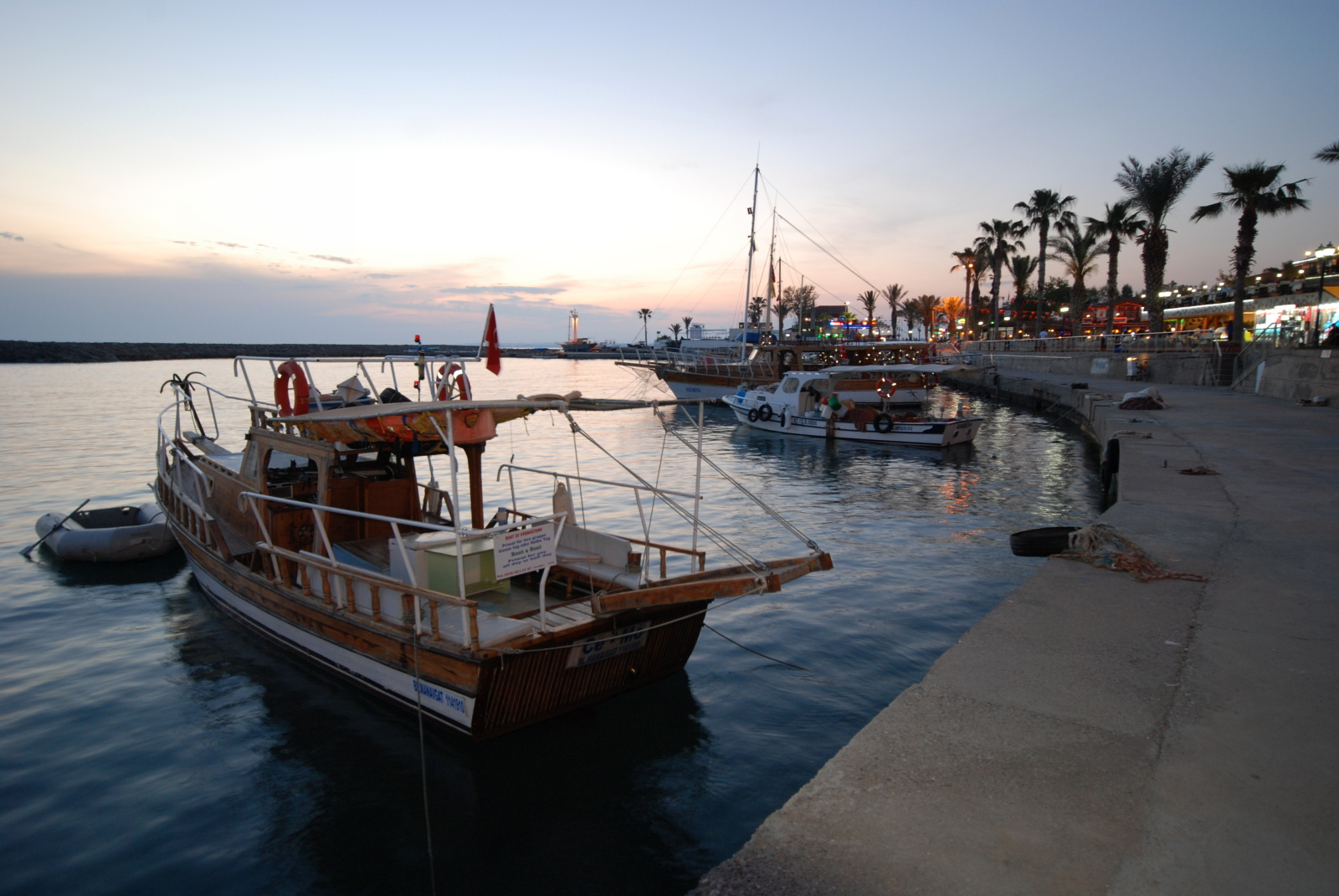
Blick auf die Hafenpromenade
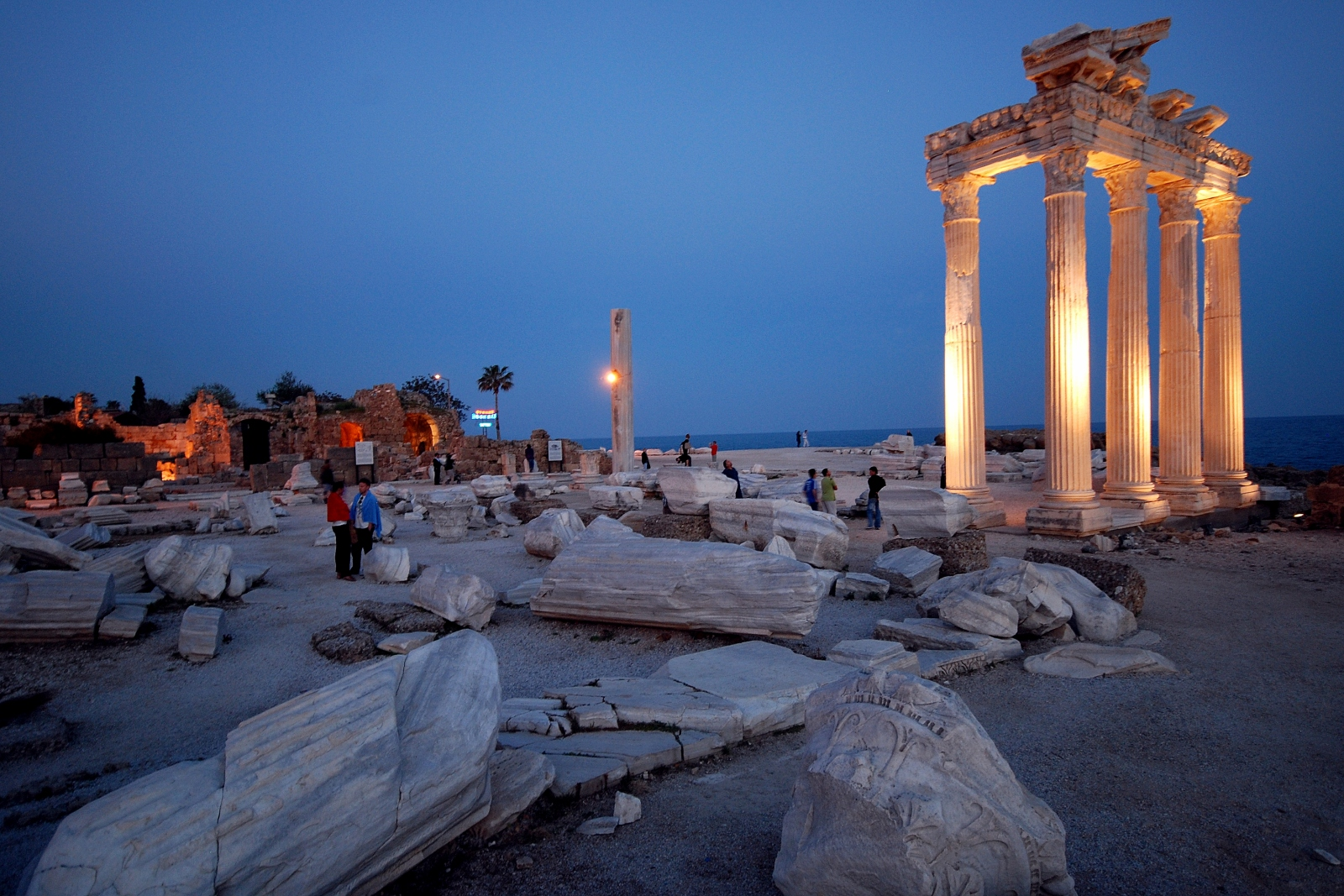
Apollon-Tempel am Hafen
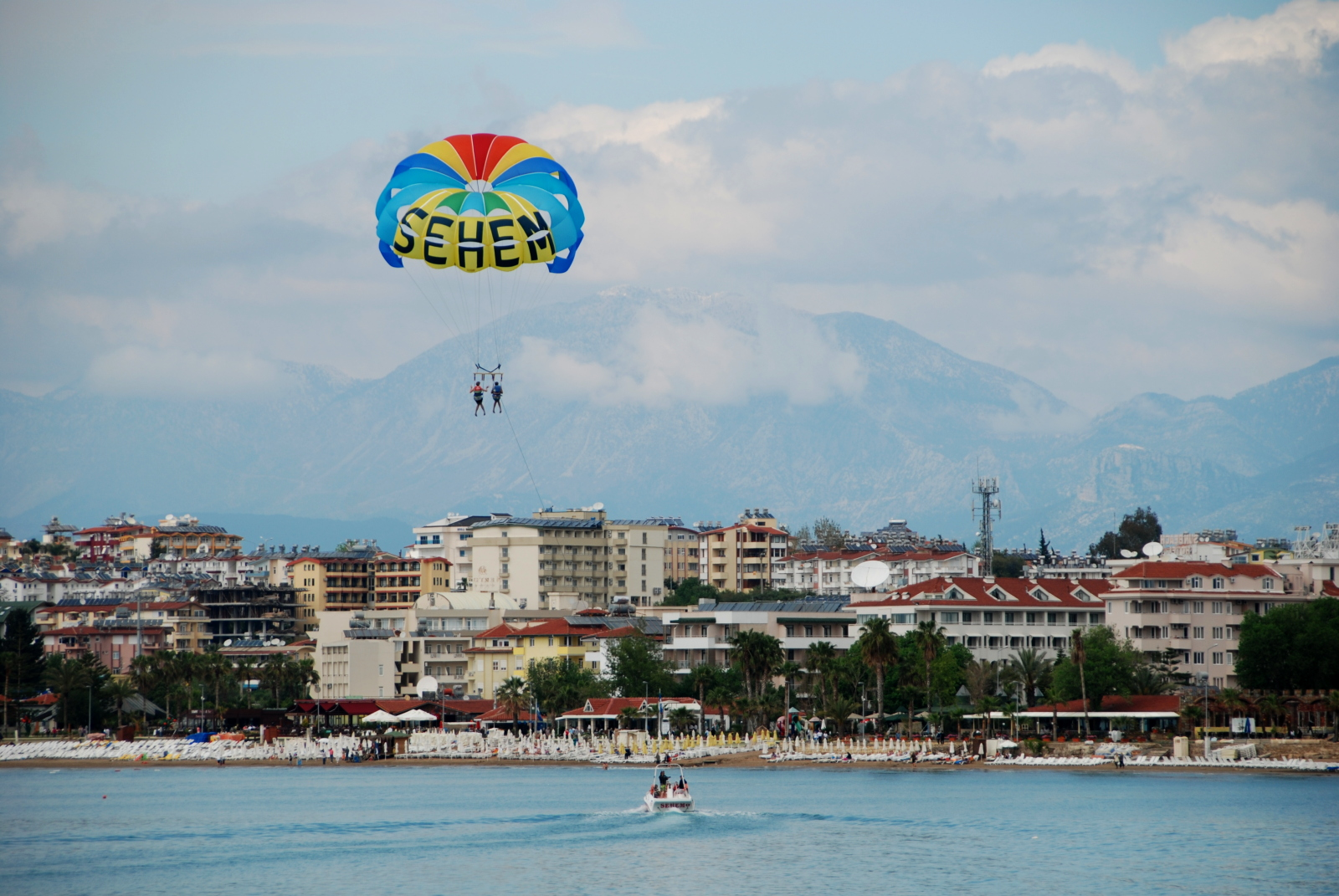
Hotelzone westlich der Halbinsel
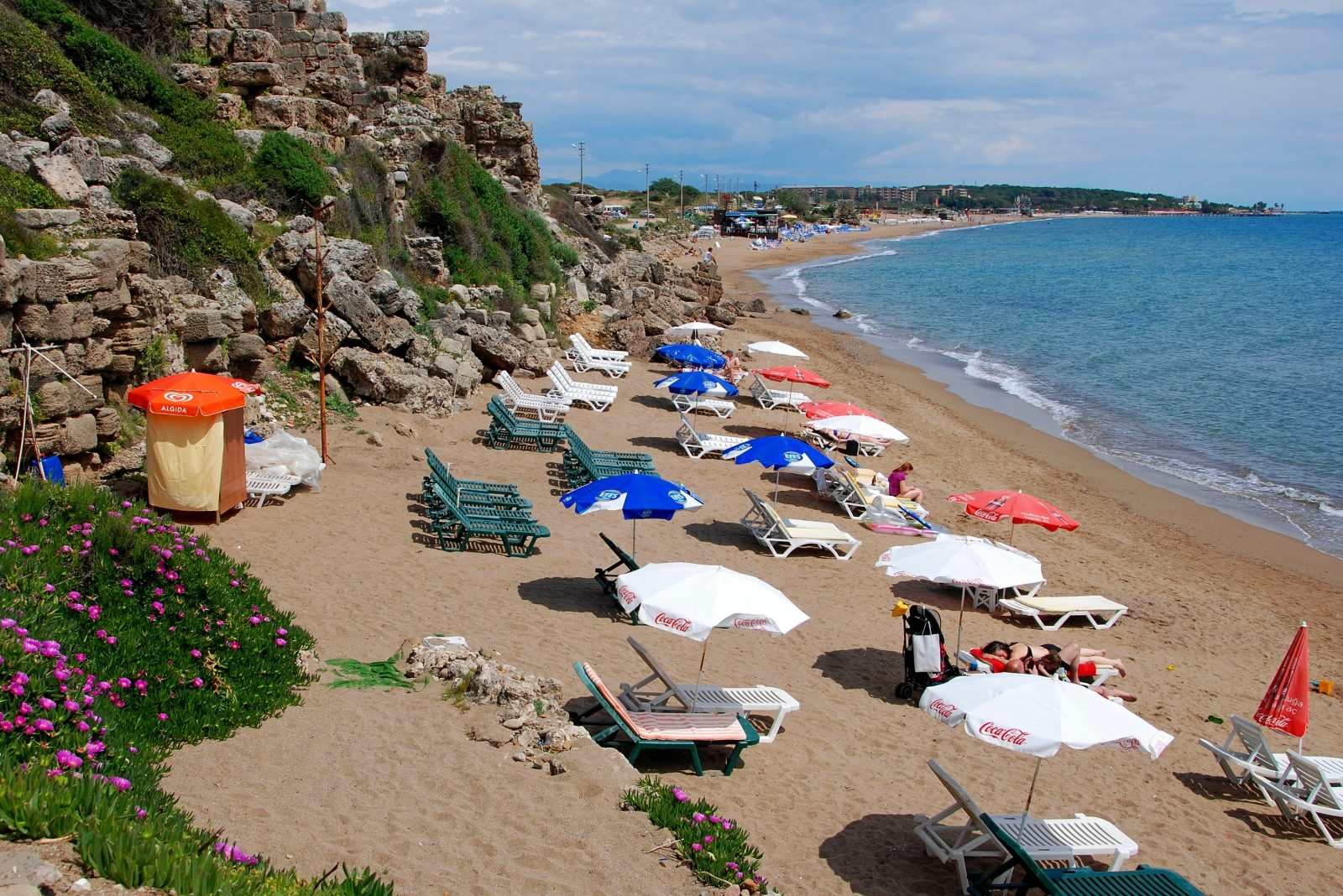
Strand östlich der Halbinsel
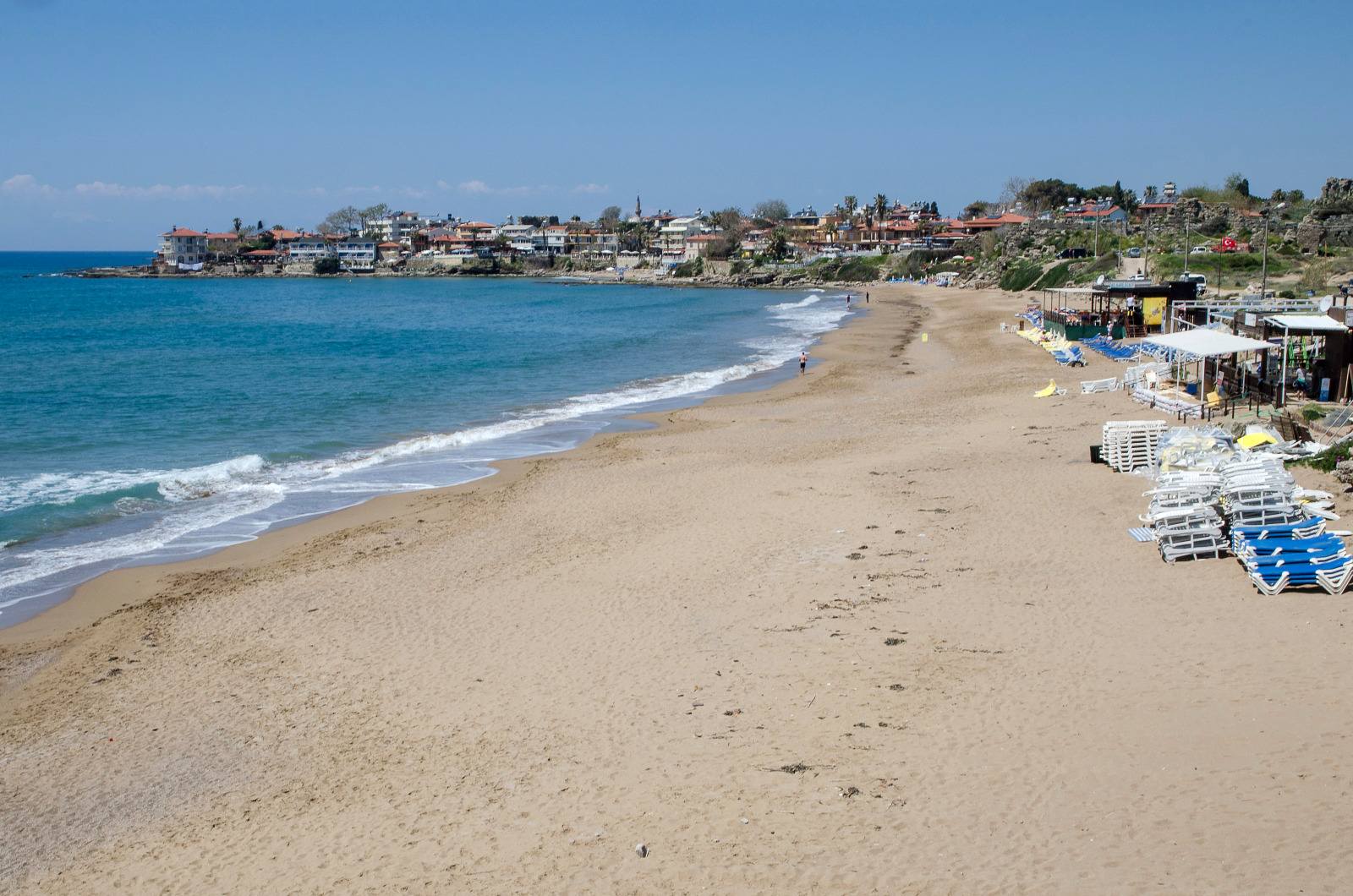
Blick von Osten auf die Side-Halbinsel

## Sehenswürdigkeiten
Vom antiken Side sind zahlreiche Reste erhalten geblieben, die wichtigsten sind:
- Theater für ca. 15.000 Zuschauer
- Nymphaeum
- Aquädukt
- Kolonnadenstraßen
- Stadtmauern
- Apollon-/Athena-Tempel
- Handelsagora und Staatsagora
- Agorabad/Museum
- Großes Bad
- Hafentherme
- Byzantinisches Hospital
- Basiliken und Bischofspalast

Wichtige Funde sind im Museum ausgestellt.

## Städtepartnerschaften
- () Sochumi, Abchasien (Georgien)[3]

## Klimatabelle
|                       | Jan | Feb  | Mär  | Apr | Mai  | Jun  | Jul | Aug  | Sep  | Okt | Nov  | Dez |   |      |
| Mittl. Tagesmax. (°C) | 15  | 17   | 19   | 21  | 26   | 30   | 34  | 35   | 32   | 26  | 20   | 17  | ⌀ | 24,4 |
| Mittl. Tagesmin. (°C) | 6   | 7    | 9    | 10  | 14   | 19   | 21  | 23   | 19   | 14  | 9    | 8   | ⌀ | 13,3 |
|                       |     |      |      |     |      |      |     |      |      |     |      |     |   |      |
| Sonnenstunden (h/d)   | 4   | 6    | 7    | 8   | 10   | 11   | 12  | 12   | 10   | 8   | 6    | 5   | ⌀ | 8,3  |
|                       |     |      |      |     |      |      |     |      |      |     |      |     |   |      |
| Regentage (d)         | 14  | 11   | 8    | 6   | 5    | 2    | 0   | 0    | 1    | 6   | 10   | 12  | Σ | 75   |
|                       |     |      |      |     |      |      |     |      |      |     |      |     |   |      |
| Wassertemperatur (°C) | 18  | 16,9 | 17,3 | 18  | 21,3 | 25,3 | 28  | 29,1 | 27,4 | 25  | 21,3 | 19  | ⌀ | 22,2 |
|                       |     |      |      |     |      |      |     |      |      |     |      |     |   |      |
| Luftfeuchtigkeit (%)  | 67  | 63   | 64   | 68  | 65   | 55   | 57  | 61   | 59   | 59  | 68   | 71  | ⌀ | 63,1 |

| 6 |

| 7 |

| 9 |

| 10 |

| 14 |

| 19 |

| 21 |

| 23 |

| 19 |

| 14 |

| 9 |

| 8 |

| 6 |

| 7 |

| 9 |

| 10 |

| 14 |

| 19 |

| 21 |

| 23 |

| 19 |

| 14 |

| 9 |

| 8 |